# Silvia Saint
Pour les articles homonymes, voir Saint (homonymie).
Silvia Saint, de son vrai nom Silvie Tomčalová, née le 12 février 1976 à Kyjov, est une actrice pornographique tchèque.
Silvia Saint est venue en Occident après la chute de l’Union soviétique pour commencer une carrière dans l’industrie pornographique. Elle tourne principalement en Europe chez des producteurs comme Marc Dorcel et Private et s'est également exportée aux États-Unis où elle est devenue l'une des actrices X européennes les plus connues. Elle a tourné dans 291 films au total, de 1997 à 2009.

## Biographie
Silvie Tomčalová perd son père très jeune et grandit dans la pauvreté. Selon les biographies officielles, après deux années d’études dans une école de management de la ville de Brno en République tchèque, Sylvie Tomčalová devient la directrice d’un hôtel à Zlín, puis, est employée comme comptable et coordinatrice du marketing par une entreprise. Jugeant son travail peu rémunérateur, elle s’oriente vers une carrière de mannequin en commençant par faire des photos pour des sous-vêtements, mais en vient vite à se déshabiller pour poser nue dans des revues de charme.

## Carrière
En 1996, son amant de l’époque la conduit au casting d’un film pornographique américain, où elle produit une forte impression. Elle débute donc sous la direction de Frank Thring dans Lee Nover: Search for the perfect breasts. La même année, elle devient la « Penthouse Pet » de l'édition tchèque. Elle est sélectionnée deux ans plus tard pour l'édition américaine. Elle y est à nouveau récompensée par le titre de « Penthouse Pet » en 1997 et 1998.
Les premiers films de Silvia Saint sont tournés en Europe. La plupart pour la firme Private Media Group. Par la suite elle émigre aux États-Unis où elle reste trois ans. À cette époque, elle apparaît aux côtés de Monica Sweetheart, Lea De Mae et Daniella Rush, sous la direction de Frank Thring dans une « super production », The Academy (2000). Toutes trois accèdent dès lors à la notoriété dans le monde de l'industrie pornographique, gagnant le surnom de « l'équipe tchèque de rêve ».
Sa carrière se partage alors entre l’Europe et les États-Unis où elle participe à certaines productions à gros budget (par exemple, Most Beautiful Breasts avec Michelle Wild en 2003). Elle travaille également avec l'incontournable Rocco Siffredi (comme dans Watch me cum en 2004). Elle eut une longue relation intime avec Mr. Marcus avant de connaitre son mari tchèque.
En France, on la voit sous la direction d'Alain Payet dans l’Enjeu du désir en 1999 (avec David Perry et Karen Lancaume) et la Fête à Gigi en 2001 (avec Bruno Sx et Ovidie), mais aussi sous la direction de Fred Coppula, dans l’Emmerdeuse en 2000 (avec Estelle Desanges).
En mars 2001, son manager annonce que Silvia Saint étant enceinte, elle abandonne sa carrière pornographique et qu'elle retourne s'établir à Prague pour se marier avec un homme d'affaires tchèque qu’elle fréquente depuis un an. Cependant, de manière tout à fait inattendue, elle fait son retour sur la scène du hard en 2004. Toutefois, elle ne tourne plus que des scènes lesbiennes pour Private (Private Château, Euro Domination), Viv Thomas et Fred Coppula.
En 2006, à la suite d'un procès intenté à un cybersquatter, Silvia Saint récupère la propriété du nom de domaine « silviasaint.com ».

## Filmographie
1. Strap Ons: The Platinum Collection (2009)
2. Hell Is Where the Party Is (2008)
3. She Licks Girls 3 (2008)
4. Sex with Peaches (2007)
5. Actiongirls.com Volume 4 (2007)
6. Tales of the Clit (2007)
7. Sticky Fingers 2 (2007)
8. Inside Peaches (2007)
9. Actiongirls.com Volume 3 (2007)
10. No Man's Land: Coffee & Cream (2007)
11. Private Black Label 56: I Love Silvia Saint (2007)
12. Private Gold 93: The Sexual Adventures of Little Red (2007)
13. Screen Dreams (2007)
14. Xcalibur (2007)
15. Xcalibur 2 (2007)
16. Yasmine : Sex for Cash (2007)
17. The Art of Kissing 2 (2006)
18. Silvia Saint's Leg Sex Friends (2006)
19. Pirate Fetish Machine: Kinkyworld (2006)
20. Sisters (2006)
21. Obsession (2006)
22. Actiongirls.com Volume 2 (2006)
23. Club DVD 4 (2006)
24. Private Sex Positions (2006)
25. The Private Life of Lara Stevens (2006)
26. The Private Life of Simony Diamond (2006)
27. Private Black Label 38: Private Chateau 3 - Secrets of the Land (2005)
28. Private Black Label 37: Private Chateau 2 - A Shady Past (2005)
29. Private Black Label 36: Private Chateau - The Struggle for Power (2005)
30. Leg Sex: The Platinum Collection (2005)
31. Actiongirls.com Volume 1 (2005)
32. Euro Domination 3 (2005)
33. Barnyard Babes (2005)
34. Blondes DeluXXXe (2005)
35. Coxxxuckers (2005)
36. Erotique Expressions (2005)
37. Euro Tramps (2005)
38. Fetish Desires (2005)
39. Fuck Club (2005)
40. Fuck Me (2005/III)
41. I Love You Ass Hole (2005)
42. Leg Affair 13 (2005)
43. Planet Silver (2005)
44. Private Movies 21: Lady of the Rings (2005)
45. Private Movies 22: Lady of the Rings 2 (2005)
46. Private Pearls: The Best Scenes of the Year 2005 (2005)
47. Private Porn Vacation 1: Tenerife (2005)
48. Robinson Crusoe on Sin Island (2005)
49. She Licks Girls (2005)
50. Slip Inside (2005)
51. The 69 Club (2005)
52. The Best by Private 67: Private 40th Anniversary, the Ultimate Anthology Set 1965-2005 (2005)
53. The Private Adventures of Pierre Woodman #10: Behind the Scenes (2005)
54. The Private Story of Lucy Love (2005)
55. The Private Story of Monika Sweetheart (2005)
56. Top 40 Adult Stars Collection (2005)
57. Voyeur's Best Anal Blonde Cocksuckers (2005)
58. Girl on Girl (2004/II)
59. The Best by Private 55: Blowjob Mania (2004)
60. Leg Sex Babes 3 (2004)
61. 100% Blondes (2004)
62. All Sex 2 (2004)
63. All Sex 4 (2004)
64. Dirty Thirties & Lesbian 3 (2004)
65. Droppin' Loads 2 (2004)
66. Jenna Loves Threesomes (2004)
67. Leg Action 1 (2004)
68. Private XXX 16: Body XXX (2004)
69. Sorority Hazing (2004)
70. The Best by Private 57: I Want to Fuck You... in the Bathroom (2004)
71. The Best by Private 59: Cum Suckers (2004)
72. The Best by Private 62: Private Penthouse Greatest Moments 1 (2004)
73. Wild on These (2004)
74. Young Girls in Dark Territory (2004)
75. Young Girls in Dark Territory 4 (2004)
76. Searching for Silvia (2003)
77. Girls Who C*m Hard (2003)
78. The Best by Private 45: Chicks & Big Dicks (2003)
79. 100% Blowjobs 12 (2003)
80. 100% Interracial (2003)
81. 100% Interracial 2 (2003)
82. 100% Masturbations 1 (2003)
83. 10 Magnificent Blondes (2003)
84. Jaw Breakers (2003)
85. Spunk Buckets: The Best of Cum Shots Volume 1 (2003
86. The Best by Private 41: White Girls with Black Guys (2003)
87. The Best by Private 48: Nurses in Heat (2003)
88. The Best of Haven (2003)
89. The Best of Keri Windsor (2003)
90. The Best of Private: Anal (2003)
91. Meeting in the Club (2002)
92. The Best by Private 40: Private's Most Beautiful Breasts (2002)
93. Swift Picks (2002) (V)
94. All Fucked Up (2002)
95. Best of Pantyhose 1 PPV657 (2002)
96. Big Natural Tits 4 (2002) (V)
97. Carrie Potter and the Philosopher's Bone (2002)
98. Passioni proibite (2002)
99. Supermodels II (2002)
100. Sybian Orgasms 1 (2002)
101. The Private Life of Silvia Saint (2001)
102. Ecstasy Girls 6 (2001)
103. La fête à Gigi (2001)
104. All Star Blondes 2 (2001)
105. Mouth Wide Open (2001)
106. My Plaything: Silvia Saint (2001)
107. Sinners and Saints (2001)
108. Sodomania Slop Shots 9 (2001)
109. Teeny - Eine so junge Spalte ist wie ein Jungbrunnen (2001)
110. The Best by Private 23: Tropical Cock-Tale (2001)
111. The Best by Private 26: Heaven on Earth (2001)
112. United Colors of Ass VII (2001)
113. Voices (2001)
114. X Girls (2001)
115. Paris Sex (2000/I)
116. Alexia and Co. (2000)
117. Dangerous Things (2000)
118. Inside Porn (2000)
119. Pornocide (2000/II)
120. Le contrat des anges 2 (2000)
121. Pick-Up Lines 50 (2000)
122. Call Girl (2000)
123. Private: Millennium (2000)
124. 100% Silvia: Silvia's Cream (2000)
125. 2000 ans d'amour (2000)
126. Ace in the Hole (2000)
127. Adventures of Pee Man 2 (2000)
128. All Natural 7 (2000)
129. Art of Seduction (2000)
130. Behind the Scenes 2 (2000)
131. Behind the Scenes 3 (2000)
132. Best Butt Fuck (2000)
133. Blondes (2000)
134. Color Blind 9 (2000)
135. Dangerous Things 2 (2000)
136. Devoured (2000)
137. Dreaming of Silvia (2000)
138. Ecstasy Girls (2000)
139. Eurobabes #1 (2000)
140. Hot Bods and Tail Pipe #14 (2000)
141. Hot Legs (2000)
142. Lick My Legs (2000)
143. Looker 2: Femme Fatale (2000)
144. Multi Angle Sex (2000)
145. No Man's Land: Interracial Edition Volume 3 (2000)
146. Pickup Lines 48 (2000)
147. Pick-Up Lines 51 (2000)
148. Pirate Video Deluxe 11: The Academy (2000)
149. Private Black Label 15: Indiana Mack - Sex in the Jungle (2000)
150. Private Odyssey 2001 Part Two (2000)
151. Private XXX 10: Backstage Reports (2000)
152. Psy-chic (2000)
153. Rock Steady (2000)
154. Secret World (2000)
155. Sex Deluxe (2000)
156. Sex Offenders #10 (2000)
157. L'Emmerdeuse (2000)
158. Silvia's Diary (2000)
159. Skin Deep (2000)
160. The Best by Private 18: Blondes on Fire (2000)
161. The Best by Private 22: Sex at Work (2000)
162. Wet Dreams 7 (2000)
163. Wet Dreams 8 (2000)
164. When the Boyz Are Away the Girlz Will Play (2000)
165. When the Boyz Are Away the Girlz Will Play 2 (2000)
166. White Panty Chronicles 16 (2000)
167. Pirate Video Deluxe 1: Xtreme Desires (1999)
168. Pick-Up Lines 38 (1999)
169. A Holes 2 (1999)
170. California Cocksuckers 5: Hungarian Spugefest (1999)
171. Die Mädchen vom Lande (1999)
172. Dream Master (1999)
173. Hotdorix (1999)
174. Le contrat des anges (1999)
175. L'enjeu du désir (1999)
176. L'exorcista (1999)
177. Nightlife in Prague (1999)
178. Nineteen Video Magazine Volume #22 (1999)
179. North Pole #7 (1999)
180. Pick-Up Lines 40 (1999)
181. Private Black Label 6: The Uranus Experiment 1 (1999)
182. Private Black Label 7: The Uranus Experiment 2 (1999)
183. Private Black Label 8: The Uranus Experiment 3 (1999)
184. Private XXX 2: The Uranus Experiment (1999)
185. Sex 4 Life Too (1999)
186. The Best by Private 15: Millenium (1999)
187. The Video Adventures of Peeping Tom 18 (1999)
188. Wild 'n' Wet (1999)
189. Sodomania: Slop Shots 4 (1998)
190. America's 10 Most Wanted 3 (1998)
191. America's 10 Most Wanted 4 (1998)
192. Fuck Monti (1998)
193. Looker (1998)
194. North Pole #1 (1998)
195. Pick-Up Lines 22 (1998)
196. Pick-Up Lines 23 (1998)
197. Pick-Up Lines 24 (1998)
198. Pick Up Lines Number 28 (1998)
199. Pirate 12: Hells Belles (1998)
200. Puritan Video Magazine 15 (1998)
201. Sex Files 4 (1998)
202. Silvia's Spell 1 (1998)
203. The Best by Private 10: The Fetish Collection (1998)
204. The Best by Private 4: Cumshot De Luxe (1998)
205. The Best by Private 6: Gang Bang (1998)
206. Triple X Files 4: Janka (1998)
207. Triple X Files 5: Enjoy Silvie (1998)
208. Video Adventures of Peeping Tom 11 (1998)
209. Fresh Meat 4 (1997)
210. Avena X-tra Edition 1 (1997)
211. Böse Mädchen 3 (1997)
212. Double 'A' Club (1997)
213. Labyrinthe (1997)
214. Private Gaia 1: Les obstacles de l'amour (1997)
215. Private Gaia 2: Irresistible Silvie (1997)
216. Private Gaia 4: Italian Legacy (1997)
217. Private Gold 21: Hawaiian Ecstasy (1997)
218. Private Stories 27: Galactic Girls (1997)
219. Teeny Exzesse 49 - Wilde Schwestern (1997)
220. The Voyeur 9: Silvia Saint Is Back (1997)
221. Triple X 23 (1997)
222. Triple X 29 (1997)
223. Triple X Files 1: Nicole and Margot (1997)
224. Miss Erotica (1996)
225. Sgt Peckers Lonely Hearts Club Gang Bang (1995)
226. Klinik Sex
227. Teeny Power

## Distinctions

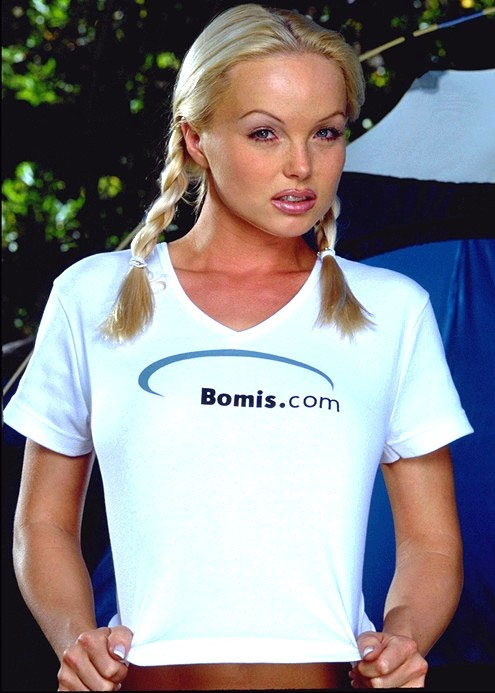
Sylvia Saint portant un T-shirt « Bomis.com », une entreprise spécialisée dans les sites web pornographiques.

- 1997 : People's Choice Adult Award - Best Newcomer.
- 1997 : CAVR Award - Starlet.
- 1997 : AVN Award Best Tease Performance[7].
- 1998 : Penthouse - Pet of Month (octobre).
- 2000 : CAVR Award - Star.
- 2000 : Hot d'or de la Meilleure actrice européenne second rôle, pour le film Le Contrat des Anges[8]
- 2005 : Ninfa from the public au Festival international de cinéma érotique de Barcelone.
- 2005 : Prix Torino Sex 2005, pour l'ensemble de sa carrière, lors du 2e Festival « Delta de Vénus » de Turin[9].
- 2012 : Sylvia Saint intègre l'AVN Hall of Fame.